# Torre d'en Telm Alemany
La Torre d'en Telm Alemany o Torre de Can Telm Alemany és una torre de defensa d'Estellencs (Mallorca) situada a la plaça del Triquet. Construïda al segle xvi, acollia a la població en cas d'atac. Està declarada Bé d'Interès Cultural. La torre apareix en un gravat de l'Arxiduc Lluís Salvador al Die Balearen (1878).